# Medgyaszay István (építész)

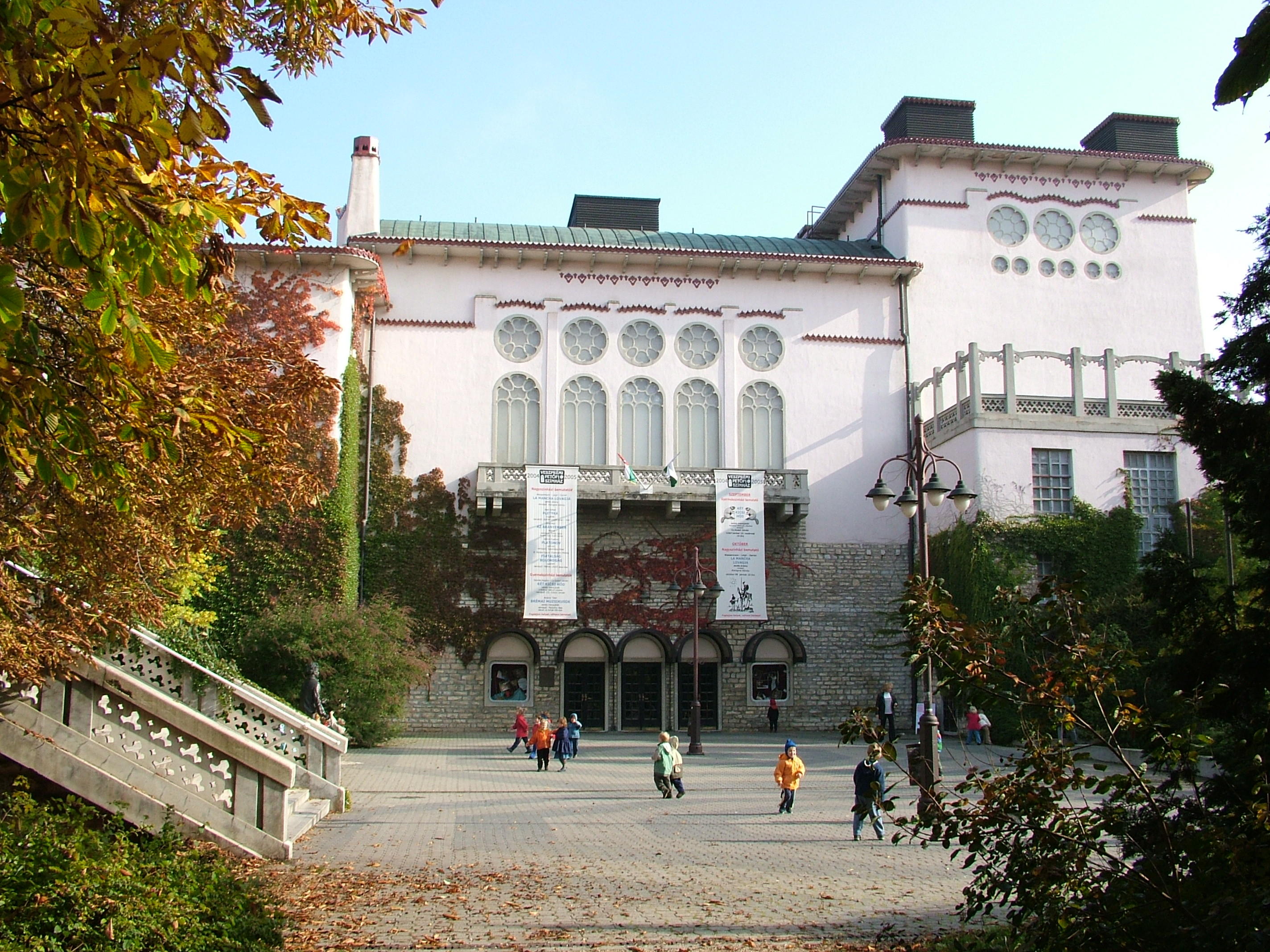
A veszprémi Petőfi Színház

Medgyaszay István, születési nevén Benkó István (Budapest, 1877. augusztus 23. – Budapest, 1959. április 29.) posztumusz Ybl Miklós-díjas magyar építész, szakíró. Műveiben a népi, elsősorban az erdélyi építészet elemeit használta fel (népies stílus), de hatott rá a Távol-Kelet építészete és előfutára volt az organikus építészetnek is.

## Életpályája
Édesapja Benkó Károly (1837-1893) kőműves, építész. Édesanyja Kolbenheyer Kornélia volt. Ödön testvére fiatalon meghalt, bátyja Medgyaszay Gyula is építész lett. 1893-1896 között a budapesti Állami Ipariskola építészeti szakosztályán tanult, majd egy évet Francsek Imre tervezőirodájában dolgozott. 1898-ban befejezte az Állami Főreáliskolát és leérettségizett. A következő évben Bécsben dolgozik, majd ugyanott beiratkozott a Képzőművészeti Akadémiára, valamint egyidejűleg a bécsi Műszaki Főiskolára.

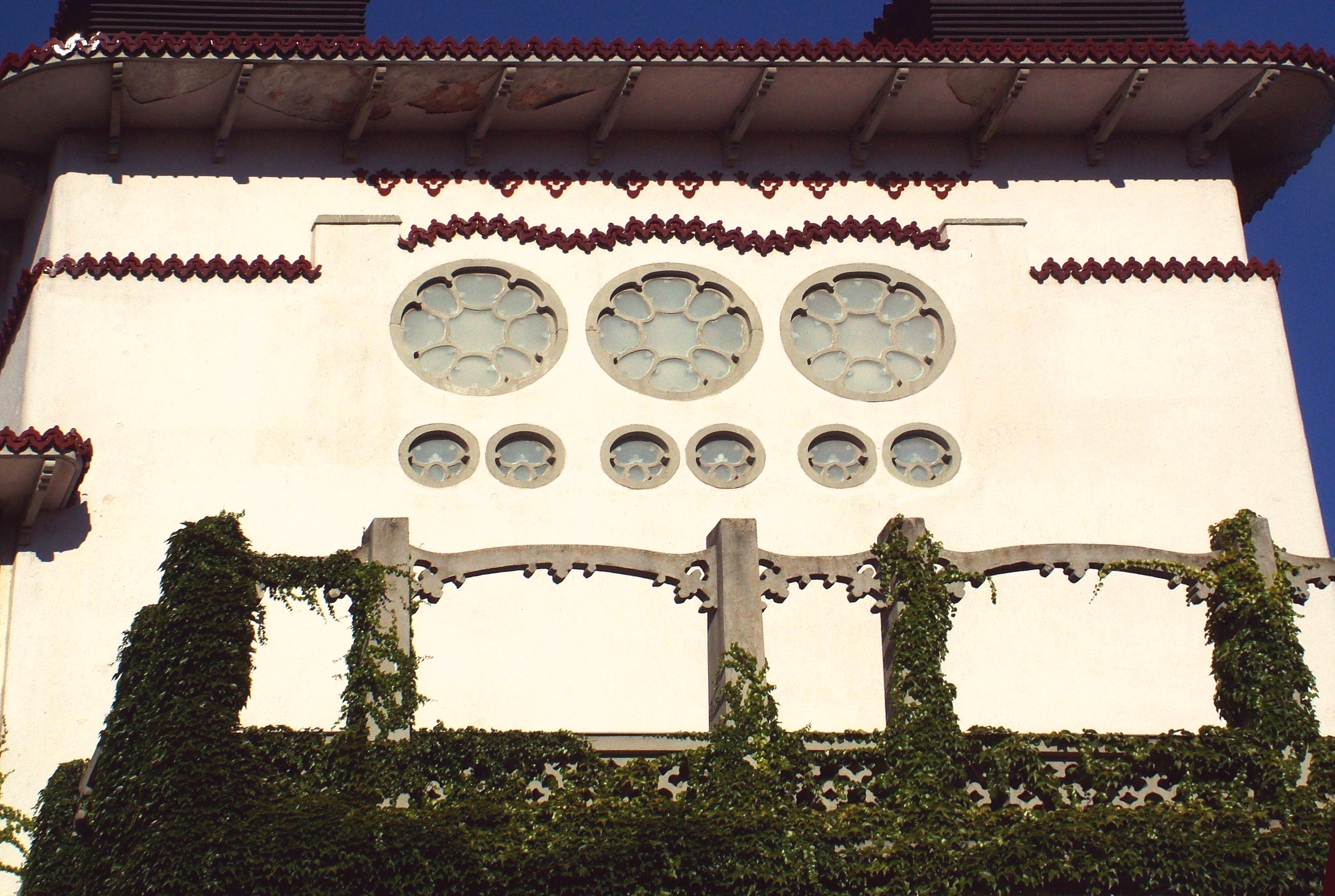
Jellegzetes Medgyaszay-stílus

1902-ben két év után átiratkozik a budapesti Műegyetemre. 1903-ban Nemzeti Panteonjának első tervével elnyeri az Akadémia Gundel-díját. A következő évben megszerzi mérnöki oklevelét. 1904-1906 között itthon és Székelyföldön részt vesz a Malonyai-Csoport kutatásaiban, majd Németországban, Svájcban, Franciaországban jár tanulmányutakra. Benkó vezetéknevét 1906-ban anyai nagyanyja, Medgyaszay Kornélia után változtatta Medgyaszayra.
1908-ban több szabadalma van: foglalat nélküli izzólámpa, színházi ajtózár (1909), vasbeton mennyezet (1910). Ettől kezdve ötvözte a népi formaelemeket a vasbeton technológiájú építészettel. 1911-ben Egyiptomban és Szudánban tanulmányozza a Nílus-menti ókori kulturális emlékeket.
Részt vett a Sváb Gyula-féle iskolaépítési programban, ahol több iskolaépületet tervezett (Alsóárpás, Berekszó, Kiskapus, Mezőméhes, Moson, Muszka).
1915-ben önként frontszolgálatra jelentkezik, és még ugyanebben az évben feleségül veszi Martinovich Gabriellát. Három leányuk születik: Margit (1909), Ilona (1920) és Gabriella (1925). 1927-től műegyetemi magántanár. 1930-tól Zajti Ferenc mellett a Magyar-Indiai Társaság társelnöke.
1932-ben megy indiai tanulmányútjára, ahol sokat merített az ősi keleti építészetből.
1939-től egyetemi nyilvános rendkívüli tanár. 1947-től életjáradékot kap a Magyar Köztársaságtól. 1949-től, a szocialista kultúrpolitika kezdetétől meghurcolják pártonkívülisége miatt. 1956-ban nyugdíjrendezési kérelmet nyújt be, amit csak egy év múlva fogadnak el. 1959 áprilisában megszüntetik munkaviszonyát, rá három hétre meghal.

## Főbb művei

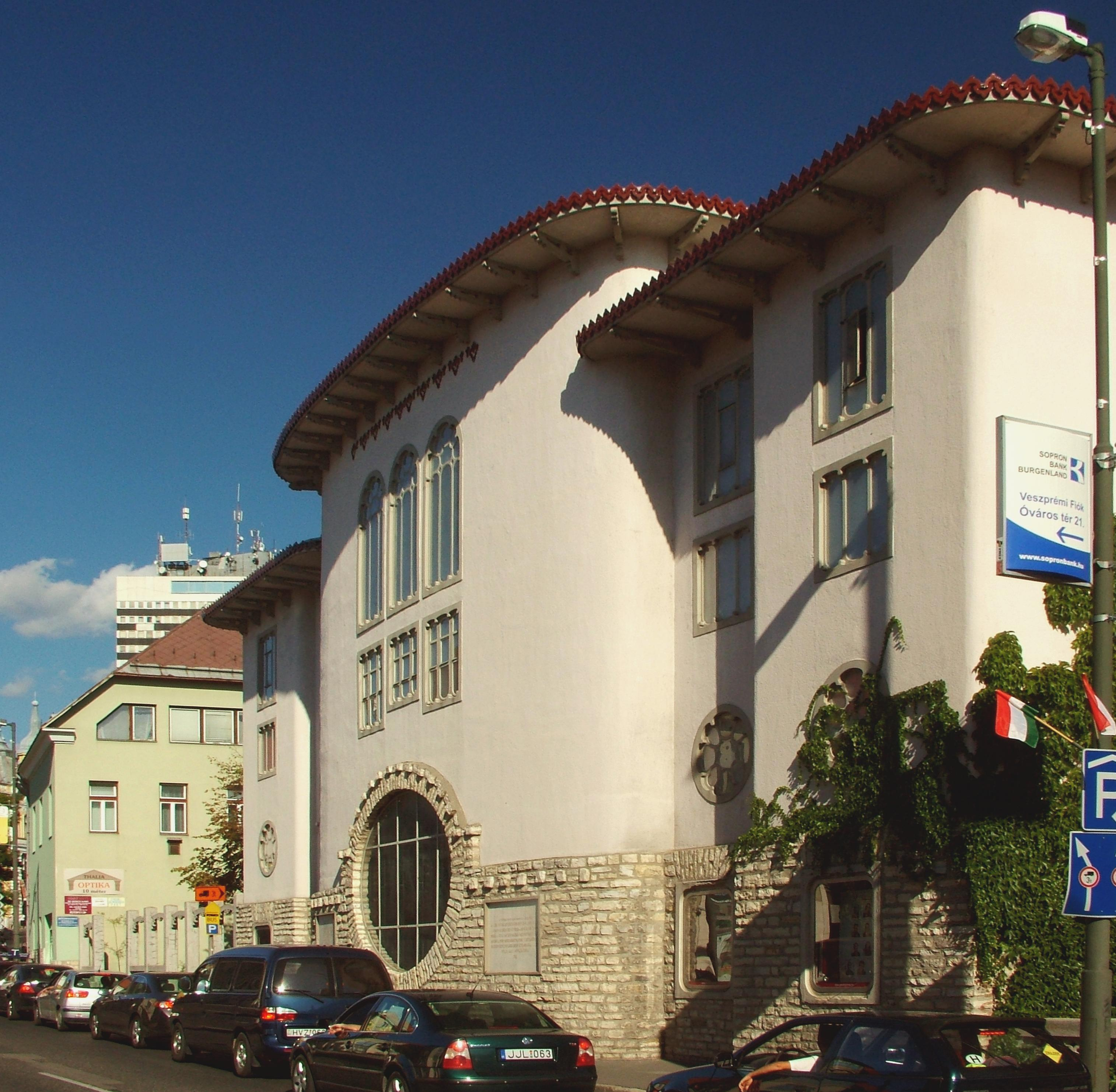
Veszprém: Színház a mai Óvári utca felől

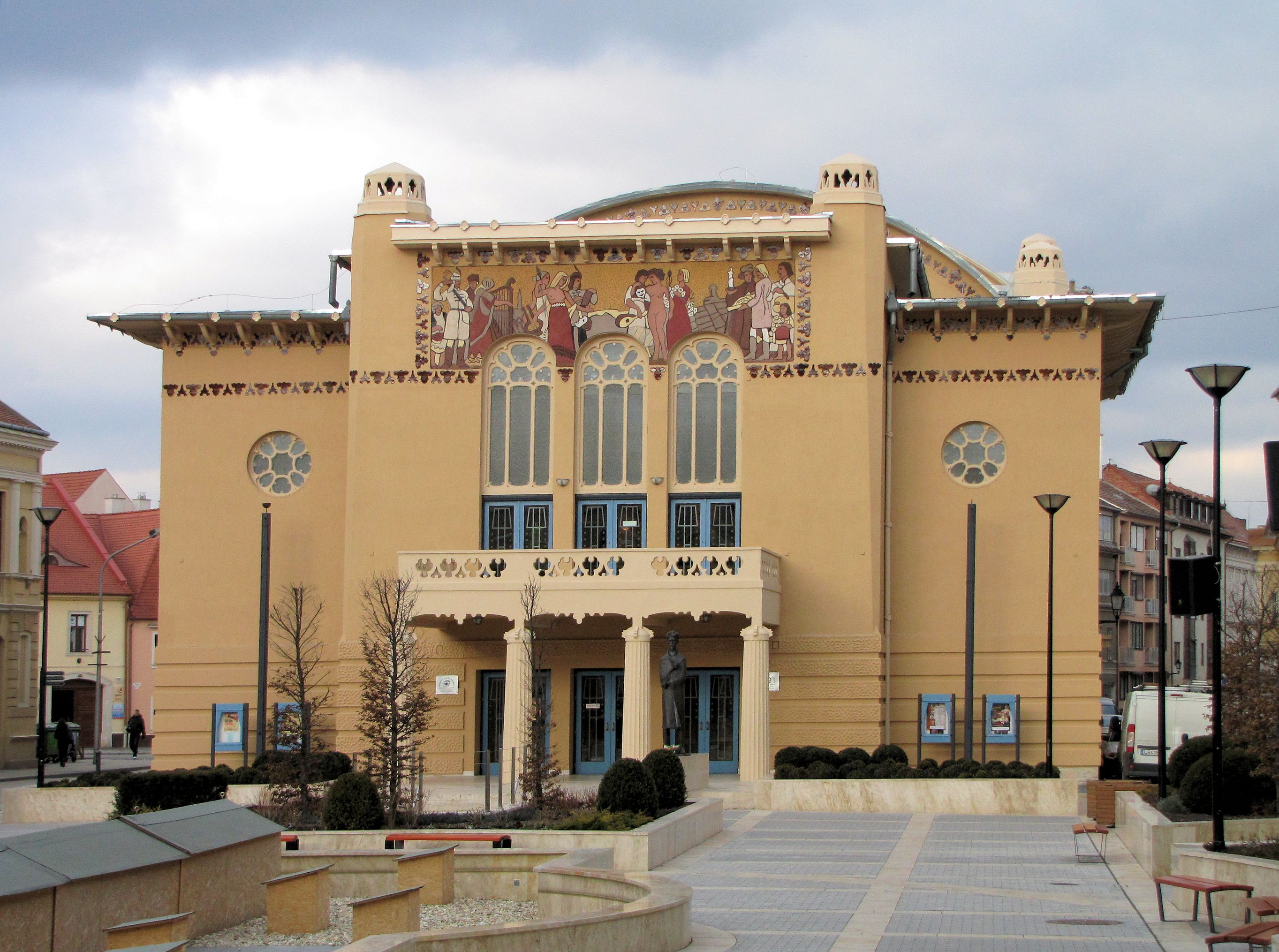
A soproni Petőfi Színház

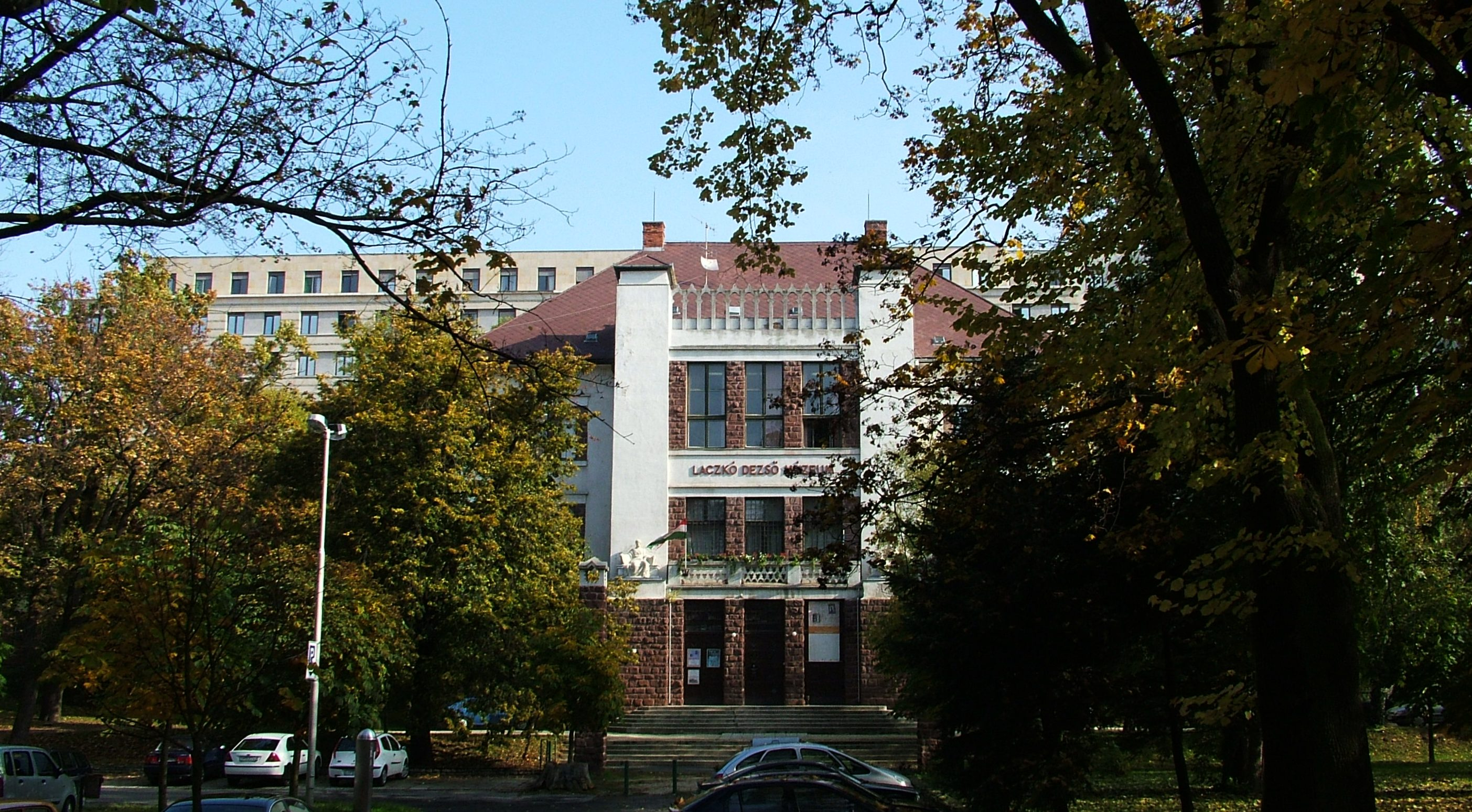
Veszprém: Laczkó Dezső Múzeum főhomlokzata

- Forrástemplom (1899) – nem épült meg
- Budapest, Nemzeti Panteon, Szent Gellért-hegy (1900-1903, 1906) – nem épült meg (Monumentális terve máig sem valósulhatott meg, annak ellenére, hogy tervváltozatai 1903 és 1923 között öt európai városban kaptak kitüntetést.)
- Gödöllő: Művészházak, (1904-1906)
- A milánói nemzeti iparművészeti kiállítás pavilonja (1906) – elpusztult
- Veszprém: Kaszinó (1907-1908) – nem épült meg
- Veszprém: Petőfi Színház
- Veszprém: Laczkó Dezső Múzeum (1912)
- Sopron: Színház, átépítés (1908-1909)
- Moson, Berekszó, Resicabánya: Népiskolák (1909)
- Budapest: Szent Gellért Szövetkezet lakóháza (1909-1910)
- Rárósmúlyad: Szent Erzsébet templom (1910)
- Budapest: Nemzeti Színház, tervpályázat első díj (1913) – nem épült meg
- Budapest: Operaház, átépítés (1912)
- Ógyalla: Szent László római katolikus templom (1912)
- Karánsebes: Állami Főgimnázium (1914)
- Budapest: Hadikiállítás (Margit-sziget (1918) – elpusztult
- Budapest: Saját lakóháza, Ménesi út 59/b (1921)
- Püspökladány: R.kat. templom (1921)
- Miskolc: Színház, átépítés (1922)
- Kenderes: R.kat. templom, átalakítás (1922)
- Budapest: Néprajzi Múzeum (1923)[8] – nem épült meg
- Nagykanizsa: Színház (ma Medgyaszay ház,[9] 1926)
- Mátraháza: Turistaszálló (ma: Pagoda Pihenő Panzió, 1927)
- Budapest: Bérházházcsoport, Kiss János altábornagy u. 55-59. (1927-1929)
- Budapest: Baár-Madas Református Leánynevelő Intézet (1928)
- Budapest: Kelenföldi református templom és bérházak, Október huszonharmadika u. 1-5. (1928-1929)
- Balatonalmádi: Szent Imre plébániatemplom (1930)
- Budapest: a Központi Tűzőrség VIII. kerületi székházának egy része, Dologház utca 3–5. (1930-as évek)[10]
- Nagykanizsa: Tüzérlaktanya, Gábor Áron laktanya (1932)[11]
- Budapest: Nemzeti Emlékcsarnok, Hármashatár-hegy (1933) – nem épült meg
- Csillaghegy: Ref. templom (1935)
- Budapest: Országos Társadalombiztosító Intézet, Kapás utcai Rendelőintézet, Kapás utca 20-22. (1936)
- Mátraháza: Bán Szálló (1937)
- Budapest: A Feszty-körkép pavilonja, Tabán (1942) – nem épült meg

## Írások
Benkó István néven 
- Körösfő (1905)
- Egy-egy székely házról, faluról (1905)
- Népünk művészetéről (1906)

 Medgyaszay István néven 
- VASBETON MŰVÉSZI FORMÁJA (1908)- Reprint: Ars Hungarica 1983/2.
- A vasbeton művészi formáiról (1909)
- A hun-magyar ókori művészet. Székfoglaló beszéd (1927)
- Thallóczy Lajos művészlelke; ill. Edvi-Illés Aladár; Thallóczy Lajos Társaság, Bp., 1938 (A Thallóczy Lajos Társaság kiadványai)
- Művészet és népművészet (1942)
- Templomstílusok – Veszprém, Veszprém Megyei Múzeumi Igazgatóság, Comitatus Könyv- és Lapkiadó, 1993 (Pannon panteon). ISBN 963-7208-36-4
- Keletre magyar! Medgyaszay István 1932-es indiai útja során készített fotóinak kiállítása (A kiállítást rend. Hadik András és Ritoók Pál.) Budapest, Magyar Építészeti Múzeum, 1997. ISBN 963-7143-69-6 (Az Országos Műemlékvédelmi Hivatal kiállításainak katalógusai)
- Több cikk a Városok Lapja című folyóiratban (1906-1948), amelynek munkatársa volt
- DOKUMENTUMOK, Ars Hungarica 1983/2.

## Emlékezete

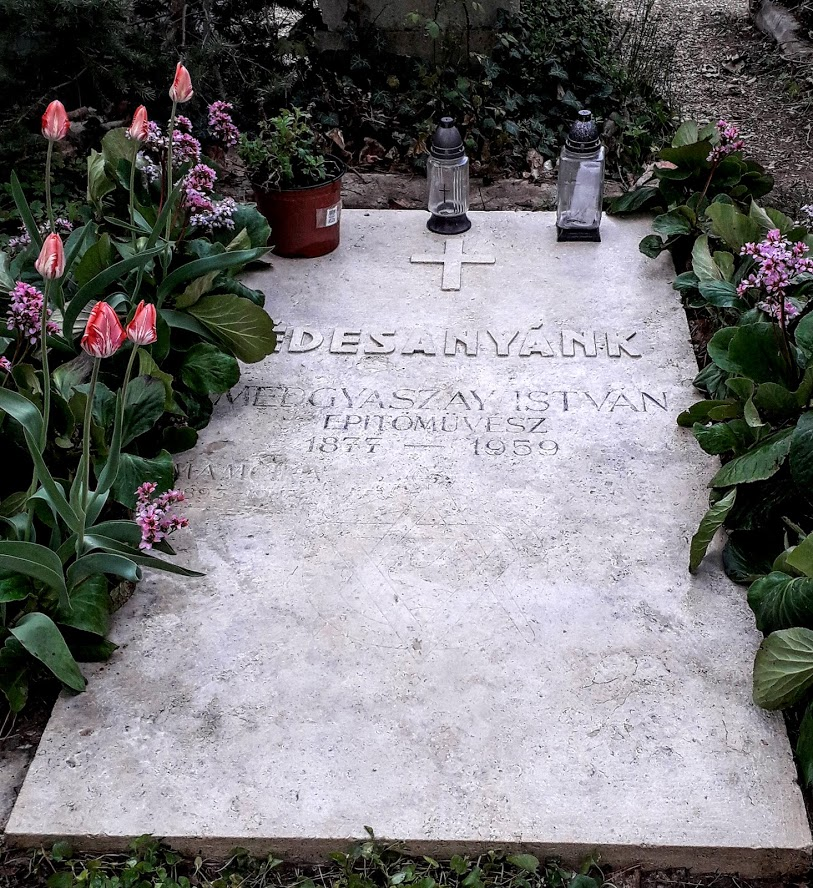
Medgyaszay István sírja Budapesten. Farkasréti temető: 2-1-19/20.

- Nevét viseli a veszprémi Medgyaszay István Szakképző Iskola és Kollégium[6]
- Posztumusz Ybl Miklós-díj, 2010[12]
- Nevét viseli az általa tervezett nagykanizsai színház-, majd később moziépület, a Medgyaszay ház[9]
- 2019-ben nagyszabású emlékkiállítása volt a Műcsarnokban a II. Építészeti Nemzeti Szalon keretein belül[13]

## Dokumentumfilm
Zajti Gábor 2005-ben készítette el Medgyaszay István munkásságát bemutató dokumentumfilmjét Az építészet Bartókja – Medgyaszay István címmel, melyet először 2006-ban mutattak be a 37. Magyar Filmszemlén.